# Stegen, Baden-Württemberg
Stegen är en kommun och ort i Landkreis Breisgau-Hochschwarzwald i regionen Südlicher Oberrhein i Regierungsbezirk Freiburg i förbundslandet Baden-Württemberg i Tyskland.
Kommunen ingår i kommunalförbundet Dreisamtal tillsammans med kommunerna Buchenbach, Kirchzarten och Oberried.